# Chính khách cha truyền con nối
Chính khách cha truyền con nối chỉ đến những chính khách (nhất là trong bối cảnh hiện đại) có địa vị chính trị được xem là ban cho hoặc dựa vào sự kế thừa từ cha mẹ hoặc ông bà theo nhiều cách.
Khái niệm này không nên nhầm lẫn với triều đại chính trị mặc dù cả hai đều không loại trừ lẫn nhau. Triều đại chính trị hay gia tộc chính trị đơn giản có nghĩa là một vài thành viên trong cùng gia tộc (bất kể là liên quan về huyết thống hoặc hôn nhân) cùng tham gia chính trị, bất kể thuộc phòng ban nào. Do đó, chính trị gia cha truyền con nối có thể được gọi là tập hợp con riêng biệt của khái niệm triều đại chính trị vì nó chỉ đến (các) thế hệ nối tiếp sau giành được nhiệm sở chính trị giống với ông bà cha mẹ mình.

## Các yếu tố có khả năng truyền lại nhiệm sở chính trị

### Sự công nhận danh tiếng
Theo cây bút người Ireland Oscar Wilde thì "Chỉ có duy nhất một thứ trên thế giới tồi tệ hơn là được kể về, và đó không phải là được nói về." Điều này có thể đặc biệt đúng đối với các chính trị gia.